# Chi Cà
Chi Cà (danh pháp: Solanum) là chi thực vật có hoa lớn và đa dạng.
Các loài thuộc chi Cà phân bố trong các môi trường sống tự nhiên khác nhau, có thể là các loài hằng niên hoặc lưu niên, thân leo, cây bụi hoặc cây gỗ nhỏ. Nhiều loài trước đây thuộc các chi riêng rẽ như Lycopersicon (cà chua) hay Cyphomandra nay đã được gộp thành các phân chi hoặc các đoạn (section) thuộc chi Cà (Solanum). Vì vậy, đến nay chi Cà có khoảng 1.500 đến 2.000 loài.

## Tên gọi
Tên khoa học của chi này do Gaius Plinius Secundus (23-79) đặt ra đầu tiên cho một loài thực vật gọi là strychnos, có thể là loài S. nigrum (lu lu đực) hiện nay. Solanum có thể có nguồn gốc từ một từ Latin là sol, nghĩa là "mặt trời", tức chỉ quả của loài này như là "quả mặt trời". Một giả thuyết khác là Solanum bắt nguồn từ solare, nghĩa à "làm dịu" hoặc solamen, nghĩa là "dễ chịu", đề cập đến tác dụng của loài này khi ăn vào cơ thể.
Tên tiếng Việt của chi này được lấy theo tên các loài cà, được trồng phổ biến ở Việt Nam.

## Sử dụng làm thực phẩm
Hầu hết các bộ phận của các loài thuộc chi Cà chứa độc tố đối với người (có thể không độc đối với động vật), đặc biệt là các phần màu xanh cũng như quả xanh. Tuy nhiên, nhiều loài lại cho quả, lá hoặc củ ăn được. Ba loài thuộc chi Cà được trồng, thu hoạch và tiêu thụ nhiều nhất ở quy mô toàn cầu gồm:
- Cà chua, S. lycopersicum
- Khoai tây, S. tuberosum
- Cà tím, S. melongena

Trong đó, cà chua và khoai tây là hai trong số ba loài có "giá trị sản xuất" (giá trị năng suất quy ra USD, tính trên thời gian canh tác) cao nhất. Theo thống kê năm 1984, cà chua có giá trị sản xuất đạt 25,30 USD/ha/ngày, đứng sau cải bắp đạt 27,50 USD/ha/ngày, xếp thứ ba là khoai tây với 12,60 USD/ha/ngày, cao hơn rất nhiều so với các loài đứng sau như khoai lang (6,70 USD/ha/ngày), lúa (3,40 USD/ha/ngày).
Một số loài có giá trị kinh tế ở các khu vực trên thế giới, như S. aethiopicum, S. quitoense, S. torvum (cà dại hoa trắng), S. muricatum...
Như các loài khác trong chi, cà chua, khoai tây, và cà tím đều chứa độc tố trong lá và thân cây. Có nhiều trường hợp dùng lá cà chua làm trà đã gây ra tử vong. Trong khoai tây, vỏ khoai cũng chứa độc tố.

## Trồng làm cảnh
Các loài chủ yếu được trồng làm cảnh gồm có:
- S. aviculare
- S. capsicastrum
- S. crispum
- S. laciniatum Cà lá xẻ, cà Úc
- S. laxum
- S. pseudocapsicum Cà sơ ri; Cà cảnh; Cà ớt
- S. rantonnetii
- S. seaforthianum (Cà kiểng)
- S. wendlandii [8]

## Dùng làm thuốc
Dù nhiều loài thuộc chi Cà chứa độc tố, nhưng một số loài lại được dùng trong y học cổ truyền trong nhiều cộng đồng dân cư. Chẳng hạn, S. chrysotrichum có hiệu quả tốt khi dùng để chữa trị viêm da.

## Sinh thái
Các loài thuộc chi Cà là nguồn thức ăn của ấu trùng một số loài thuộc bộ Cánh vẩy (bướm và ngài).

## Hệ thống
Chi Cà do Carl Linnaeus đặt ra vào năm 1753.
Danh sách dưới đây dựa trên cách phân loại truyền thống, kèm theo một số lưu ý. Nhiều phân chi hoặc tổ có thể chưa chính xác; một số loài cần được xác minh lại.
Phân tích dữ liệu về trình tự DNA có thể giúp việc phân loại chính xác hơn.

### Phân chiBassovia
Tổ Allophylla
- Solanum granuloso-leprosum

Tổ Cyphomandropsis
- Solanum glaucophyllum Desf. –

Tổ Pachyphylla
- Solanum betaceum Cav. – Tamarillo
- Solanum exiguum
- Solanum roseum

### Phân chiLeptostemonum
Tổ Acanthophora

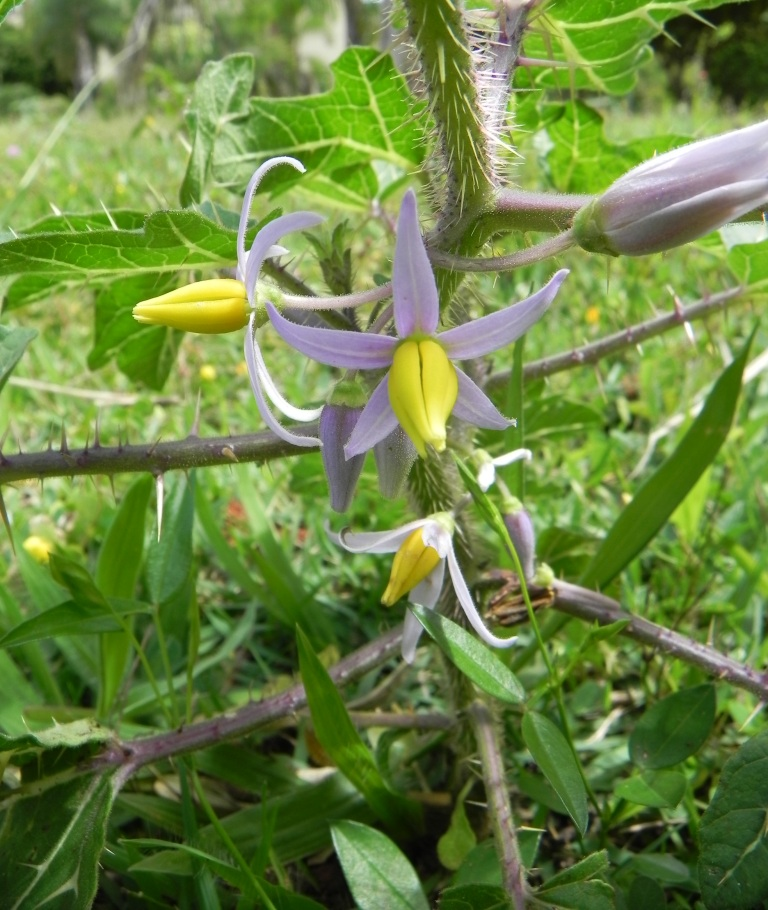
Solanum palinacanthum

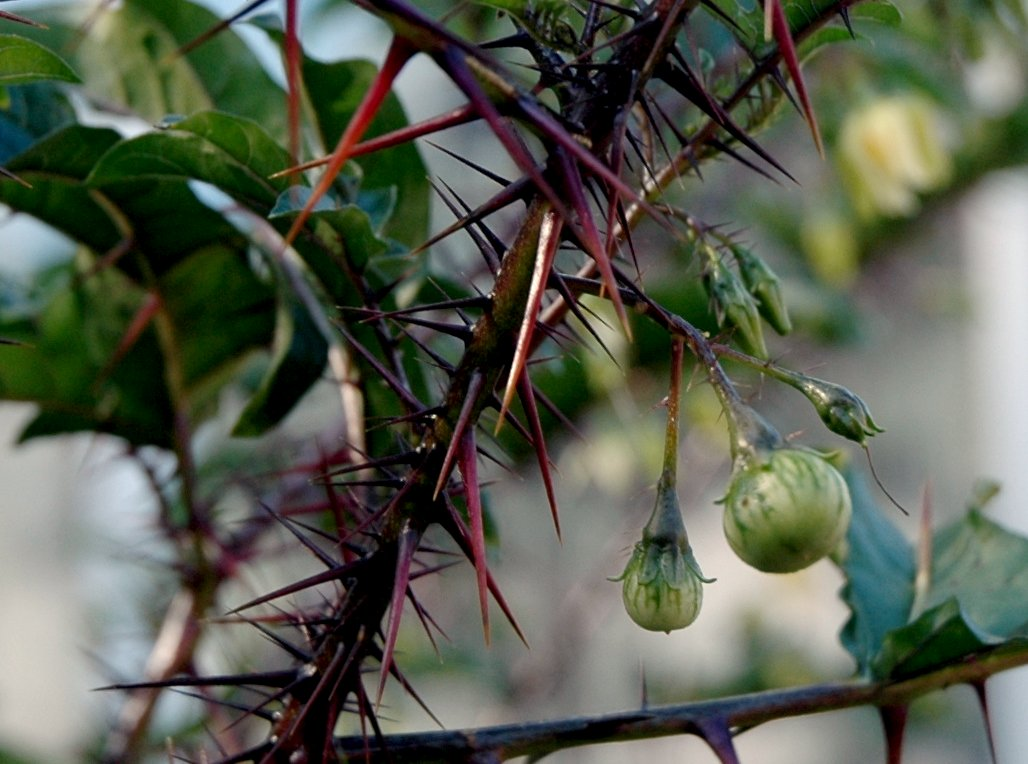
Quả của loài S. atropurpureum

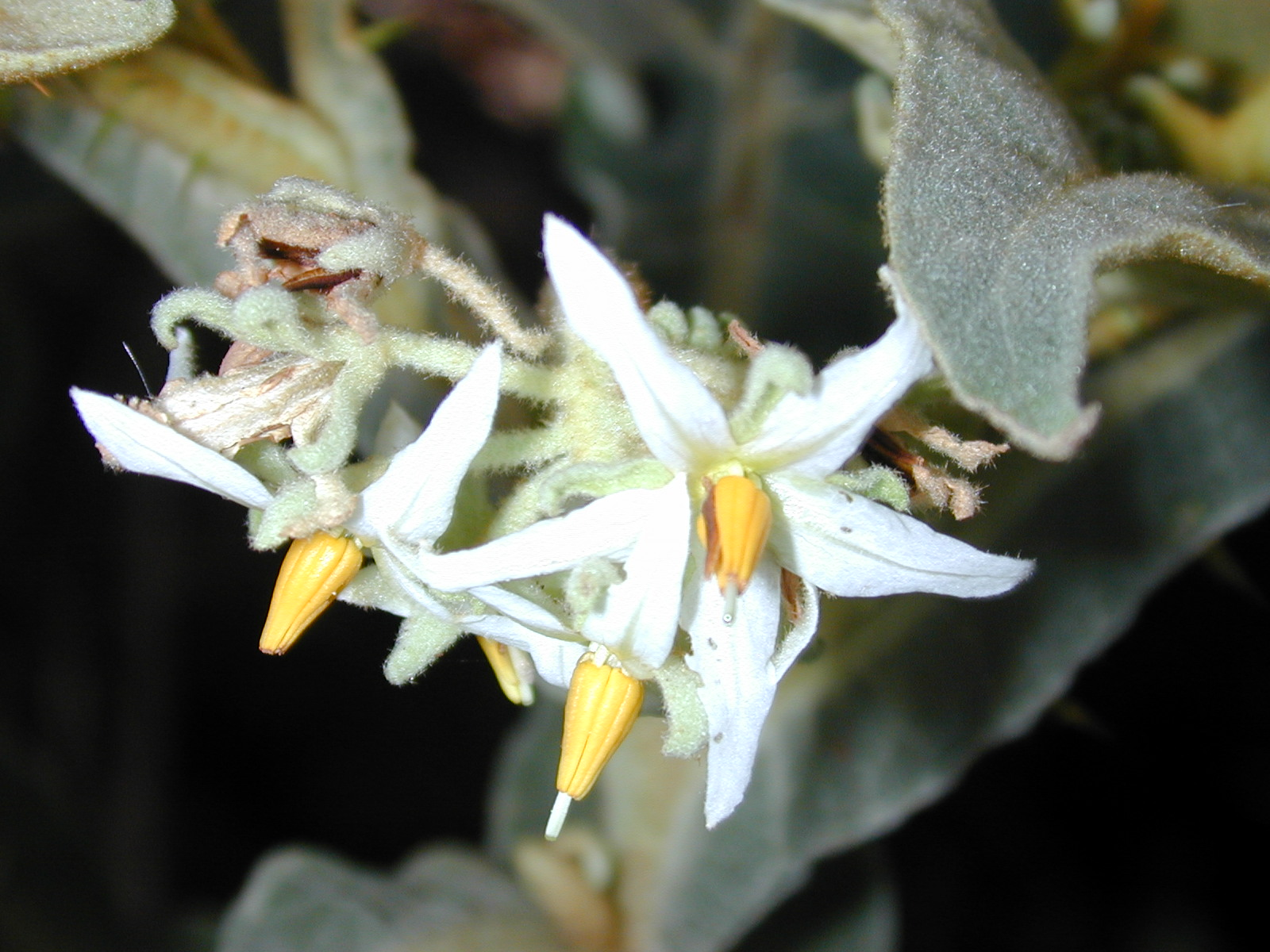
Hoa của loài S. robustum

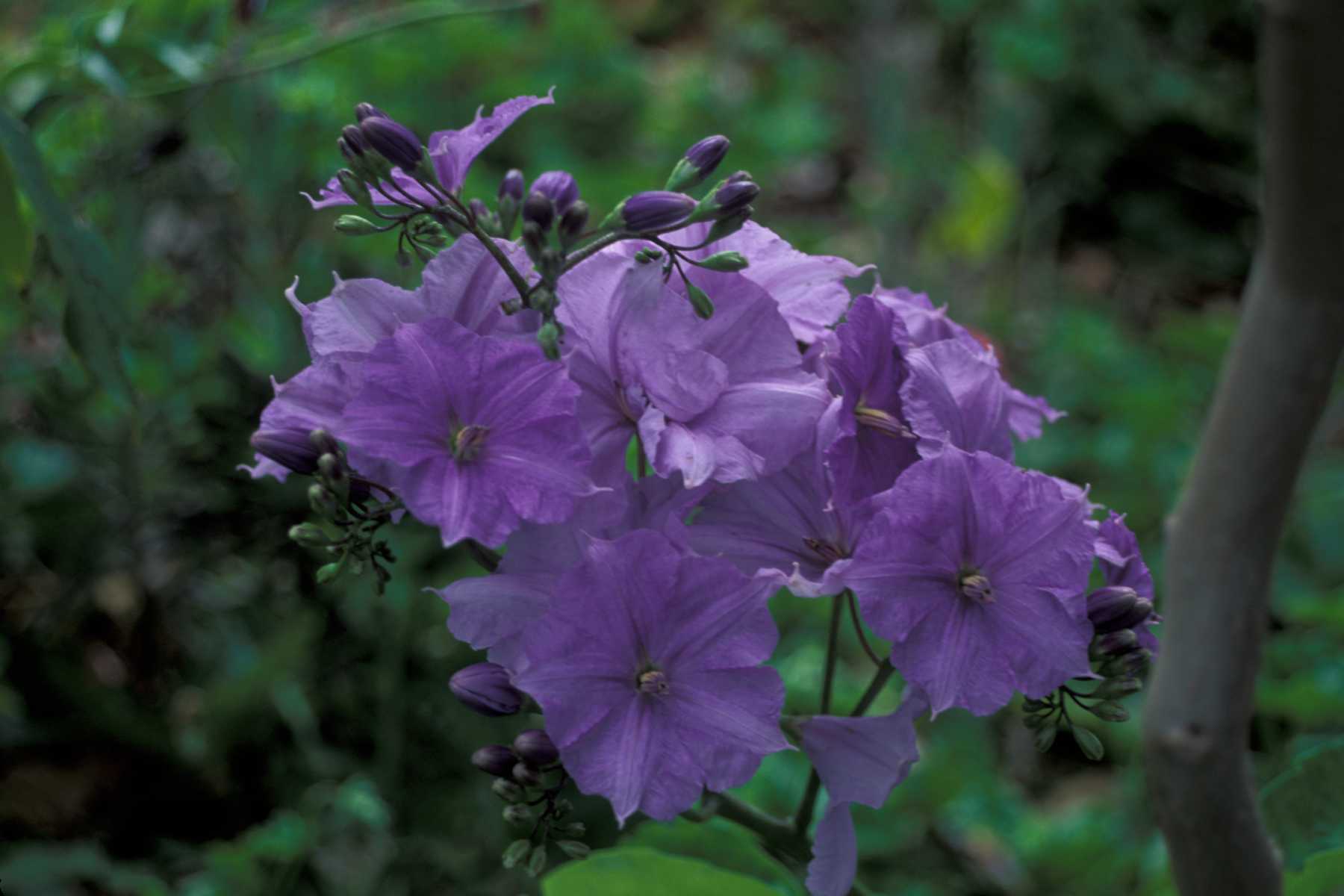
Hoa của loài S. wendlandii

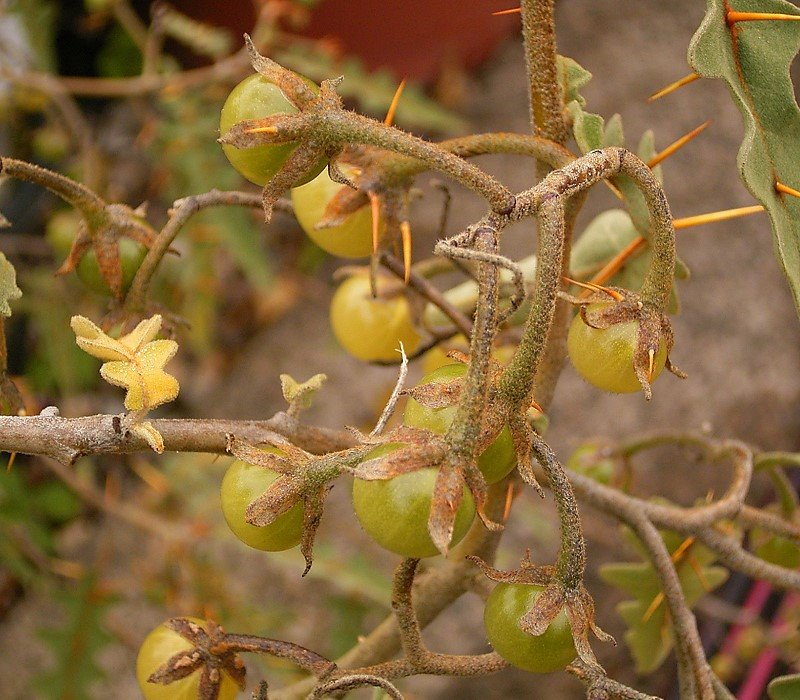
Quả của loài S. pyracanthum

- Solanum aculeatissimum Jacq. &ndash
- Solanum atropurpureum Schrank
- Solanum capsicoides Cà dại quả đỏ; Cà nhiều gai; Cà dạng ớt
- Solanum mammosum – Cà vú dê (cà vú bò)
- Solanum palinacanthum Dunal
- Solanum viarum Dunal – Cà trái vàng, cà tàu

Tổ Androceras
- Loạt Androceras
- Loạt Violaceiflorum
- Loạt Pacificum

Tổ Anisantherum

Tổ Campanulata

Tổ Crinitum

Tổ Croatianum

Tổ Erythrotrichum
- Solanum robustum H.L.Wendl. –

Tổ Graciliflorum

Tổ Herposolanum
- Solanum wendlandii Hook.f. –

Tổ Irenosolanum
- Solanum incompletum Dunal –
- Solanum nelsonii Dunal –
- Solanum sandwicense Hook. & Arn.

Tổ Ischyracanthum

Tổ Lasiocarpa
- Solanum lasiocarpum Dunal Cà hung; Cà trái lông
- Solanum pseudolulo
- Solanum quitoense
- Solanum sessiliflorum – Cocona

Tổ Melongena
- Solanum aculeastrum –
- Solanum campechiense
- Solanum carolinense
- Solanum citrullifolium A.Braun
- Solanum dimidiatum Raf.
- Solanum elaeagnifolium
- Solanum heterodoxum Dunal
- Solanum incanum L. Cà gai; Dã gia; Trop som nhôm
- Solanum linnaeanum
- Solanum macrocarpon L. Cà pháo
- Solanum marginatum L.f.
- Solanum melongena – cà tím, cà dái dê (gồm cả S. ovigerum)
- Solanum rostratum Dunal
- Solanum sisymbriifolium Lam.
- Solanum virginianum L.

Tổ Micracantha
- Solanum jamaicense Mill.
- Solanum lanceifolium Jacq.
- Solanum tampicense Dunal

Tổ Monodolichopus

Tổ Nycterium

Tổ Oliganthes
- Solanum aethiopicum
- Solanum centrale
- Solanum cleistogamum
- Solanum ellipticum
- Solanum pyracanthon Lam.
- Solanum quadriloculatum F.Muell.

Tổ Persicariae
- Solanum bahamense L.
- Solanum ensifolium Dunal

Tổ Polytrichum

Tổ Pugiunculifera

Tổ Somalanum

Tổ Torva
- Solanum asteropilodes
- Solanum chrysotrichum Schltdl.
- Solanum lanceolatum
- Solanum paniculatum
- Solanum torvum - cà dại hoa trắng

### Phân chiLyciosolanum
- Solanum guineense L.

### Phân chiSolanum sensu stricto
Tổ Afrosolanum

Tổ Anarrhichomenum
- Solanum baretiae[11]

Tổ Archaesolanum
- Solanum aviculare

Tổ Basarthrum
- Solanum catilliflorum[12]
- Solanum muricatum
- Solanum perlongistylum[12]
- Solanum tergosericeum[13]

Tổ Benderianum

Tổ Brevantherum
- Solanum bullatum

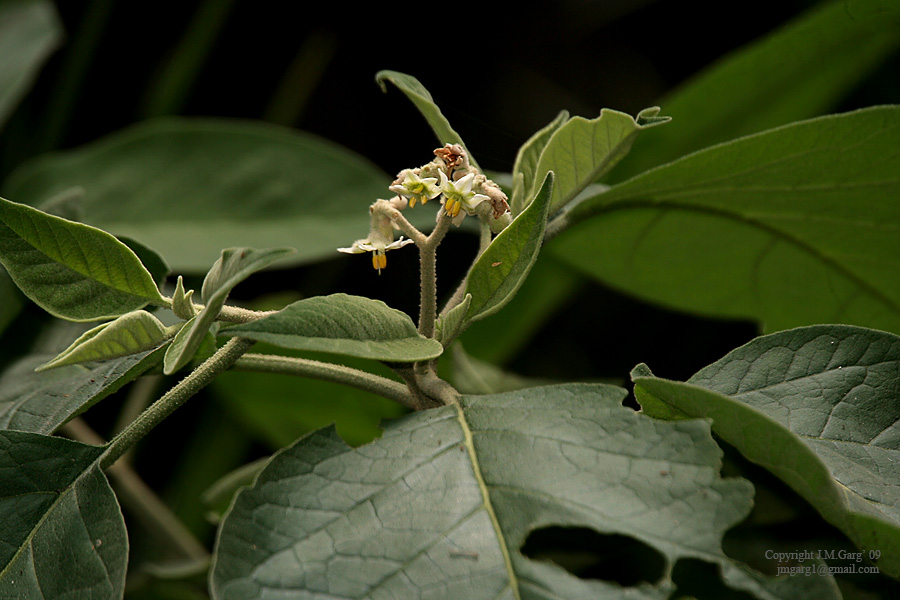
Cà lông Solanum erianthum

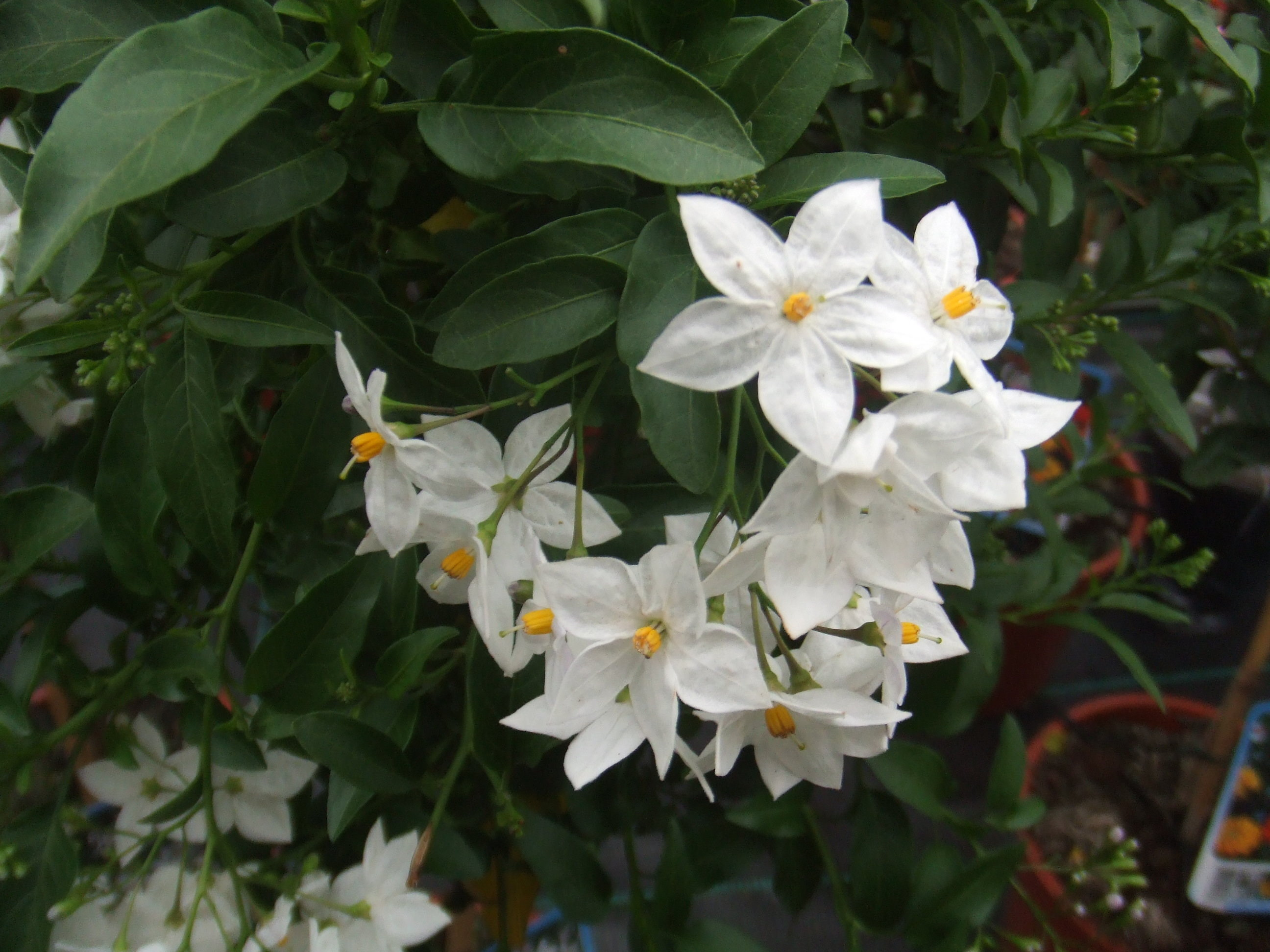
Hoa của S. laxum

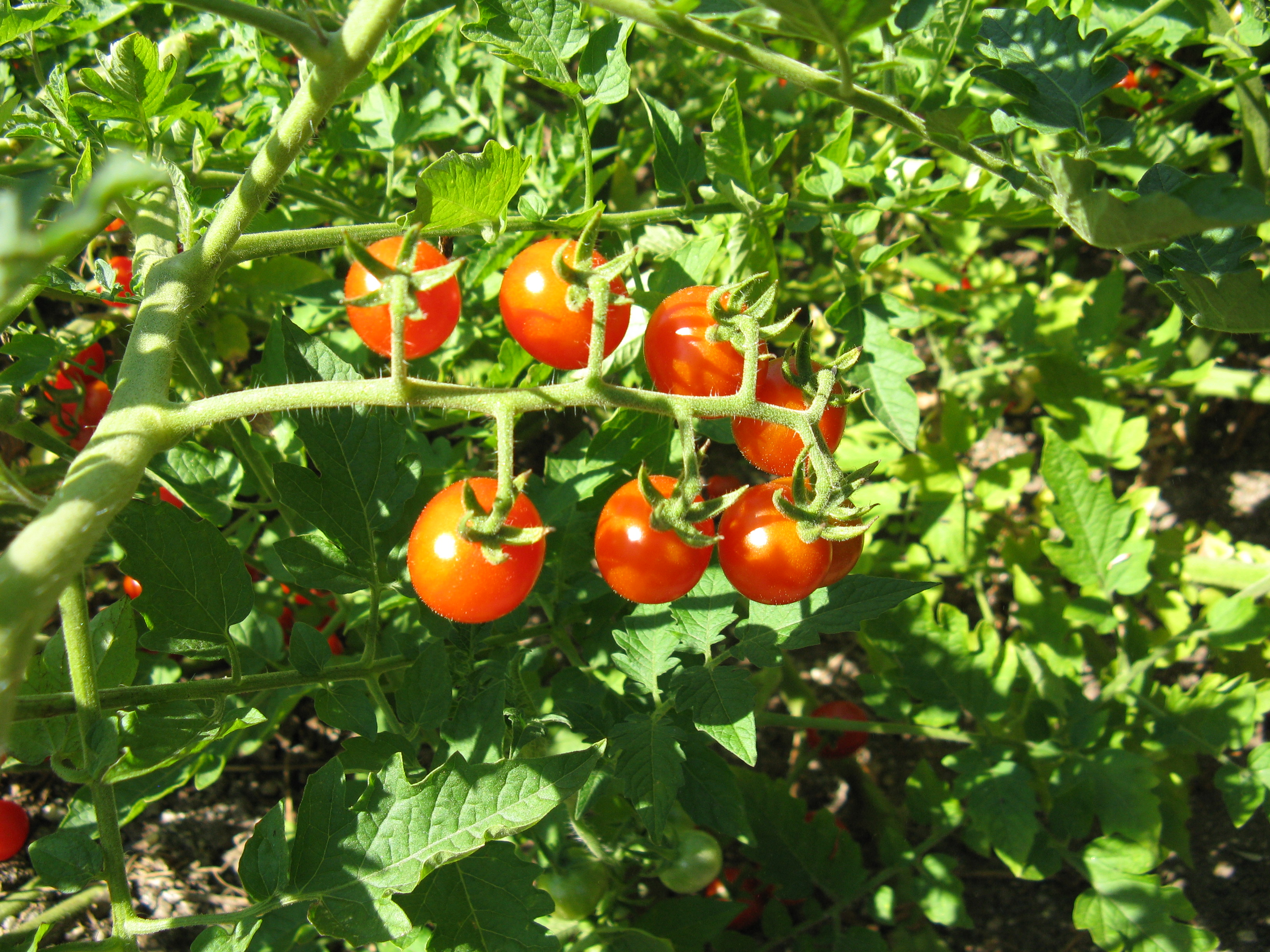
Quả của loài S. pimpinellifolium

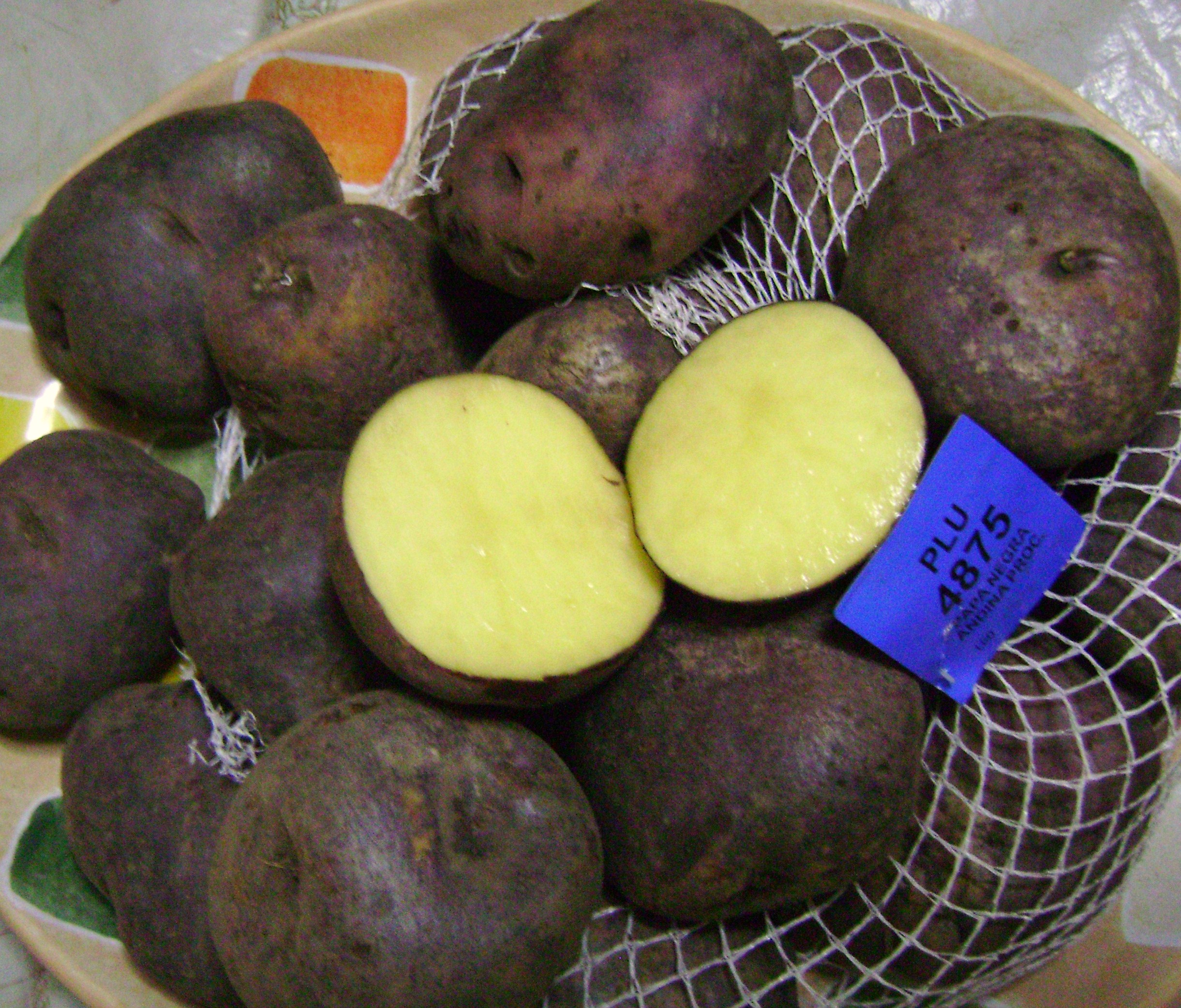
Khoai tây S. tuberosum

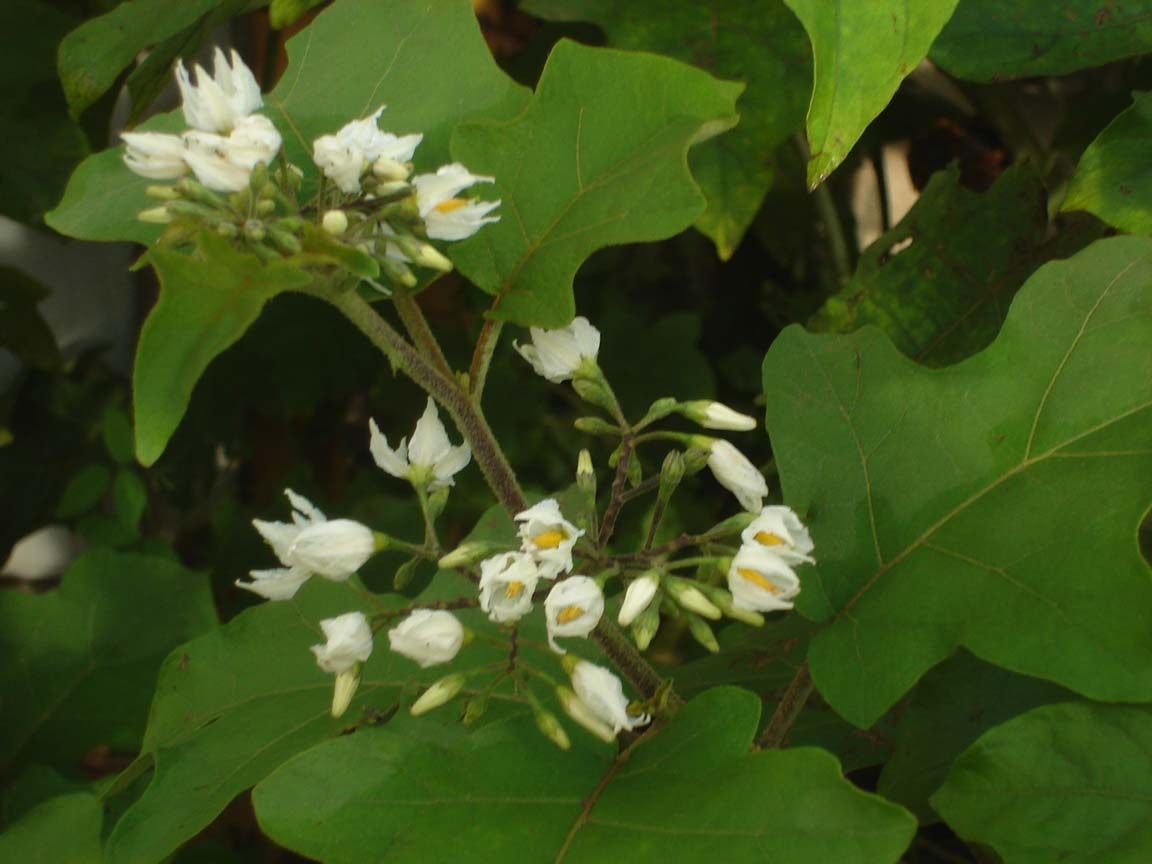
Hoa của cà dại hoa trắng S. torvum

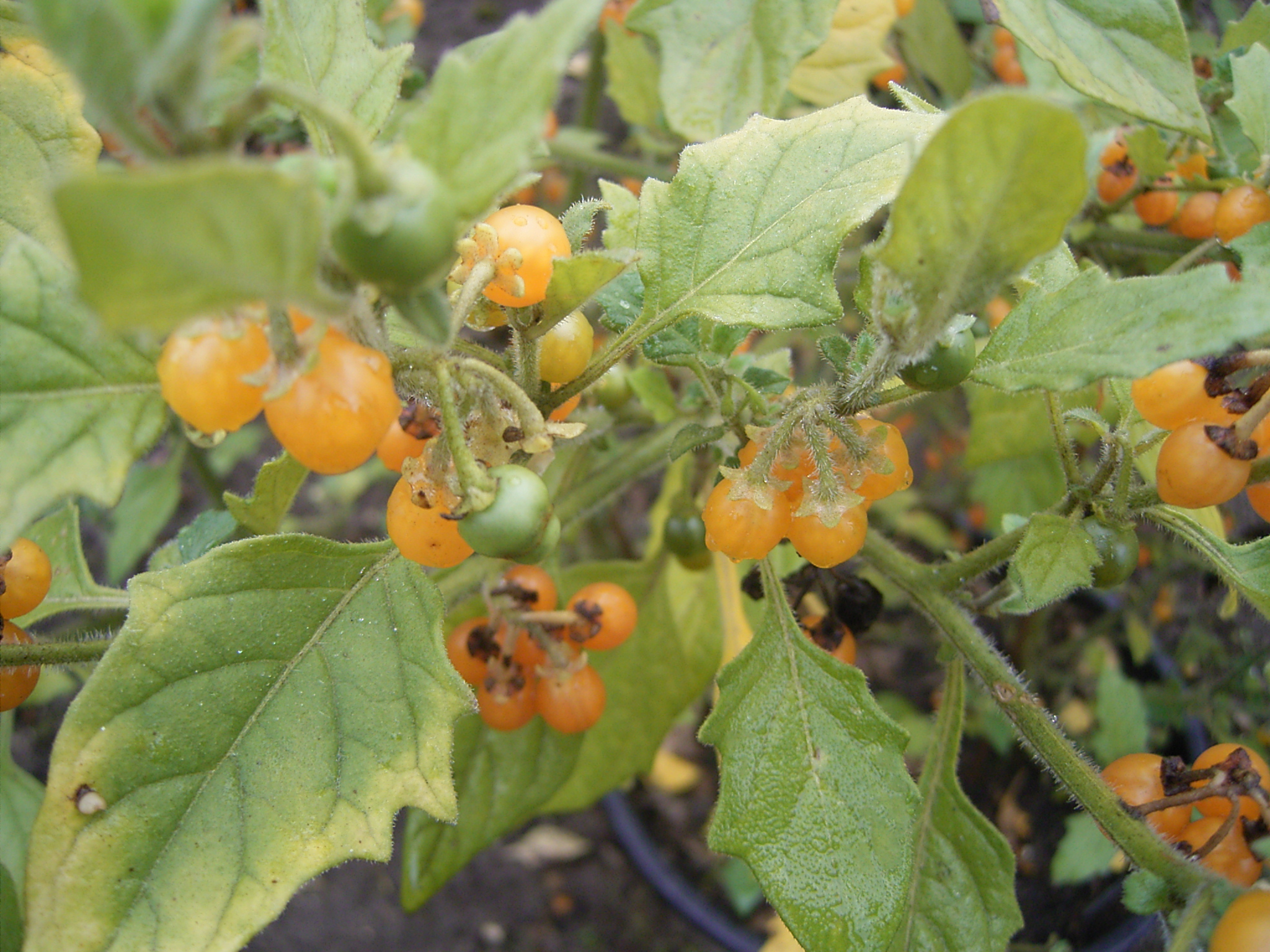
Quả của loài S. villosum

- Solanum erianthum D.Don ngoi, La, La rừng, Cà hôi, Cà lông, Cà hoa lông, Chìa bôi, Phô hức
- Solanum mauritianum
- Solanum evolvuloides

Tổ Dulcamara
- Solanum crispum
- Solanum dulcamara Cà đắng ngọt
- Solanum imbaburense
- Solanum laxum Spreng.
- Solanum leiophyllum
- Solanum seaforthianum Andrews – Cà kiểng
- Solanum triquetrum Cav.
- Solanum wallacei (gồm cả S. clokeyi)
- Solanum xanti

Tổ Herpystichum

Tổ Holophylla
- Solanum diphyllum L. Cà hai lá
- Solanum pseudocapsicum (gồm cả S. capsicastrum) Cà sơ ri; Cà cảnh; Cà ớt
- Solanum pseudoquina (gồm cả S. inaequale Vell.)

Tổ Juglandifolia
- Solanum juglandifolium
- Solanum ochranthum

Tổ Lemurisolanum

Tổ Lycopersicoides
- Solanum lycopersicoides Dunal
- Solanum sitiens

Tổ Lycopersicon
- Solanum arcanum Peralta
- Solanum chilense
- Solanum corneliomulleri
- Solanum huaylasense Peralta
- Solanum peruvianum L.
- Solanum cheesmaniae (L.Riley) Fosberg
- Solanum chmielewskii
- Solanum galapagense S.C.Darwin & Peralta
- Solanum habrochaites
- Solanum lycopersicum – Cà chua
- Solanum neorickii
- Solanum pennelli
- Solanum pimpinellifolium

Tổ Macronesiotes

Tổ Normania

Tổ Petota
- Solanum albornozii
- Solanum bulbocastanum
- Solanum bukasovii Juz. ex Rybin
- Solanum burtonii
- Solanum cardiophyllum
- Solanum chilliasense
- Solanum commersonii Dunal
- Solanum demissum Lindl.
- Solanum jamesii
- Solanum minutifoliolum
- Solanum paucijugum
- Solanum phureja Juz. & Bukasov
- Solanum pinnatisectum Dunal
- Solanum regularifolium
- Solanum stoloniferum Schltdl.
- Solanum stenotomum (gồm cả S. goniocalyx)
- Solanum ternatum (gồm cả S. ternifolium)
- Solanum tuberosum – Khoai tây

Tổ Pteroidea

Tổ Quadrangulare

Tổ Regmandra

Tổ Solanum
- Solanum adscendens Sendtner
- Solanum americanum Mill.
- Solanum chenopodioides Lam. (gồm cả S. gracilius)
- Solanum douglasii Dunal
- Solanum interius Rydb.
- Solanum nigrescens M.Martens & Galeotti
- Solanum nigrum L. lu lu đực
- Solanum pseudogracile Heiser
- Solanum ptychanthum
- Solanum retroflexum
- Solanum sarrachoides
- Solanum scabrum Mill.
- Solanum triflorum Nutt.
- Solanum villosum Mill.

### Một số loài khác đáng chú ý
- Solanum amygdalifolium Steud.
- Solanum bellum
- Solanum cajanumense
- Solanum chimborazense
- Solanum chrysasteroides
- Solanum cinnamomeum

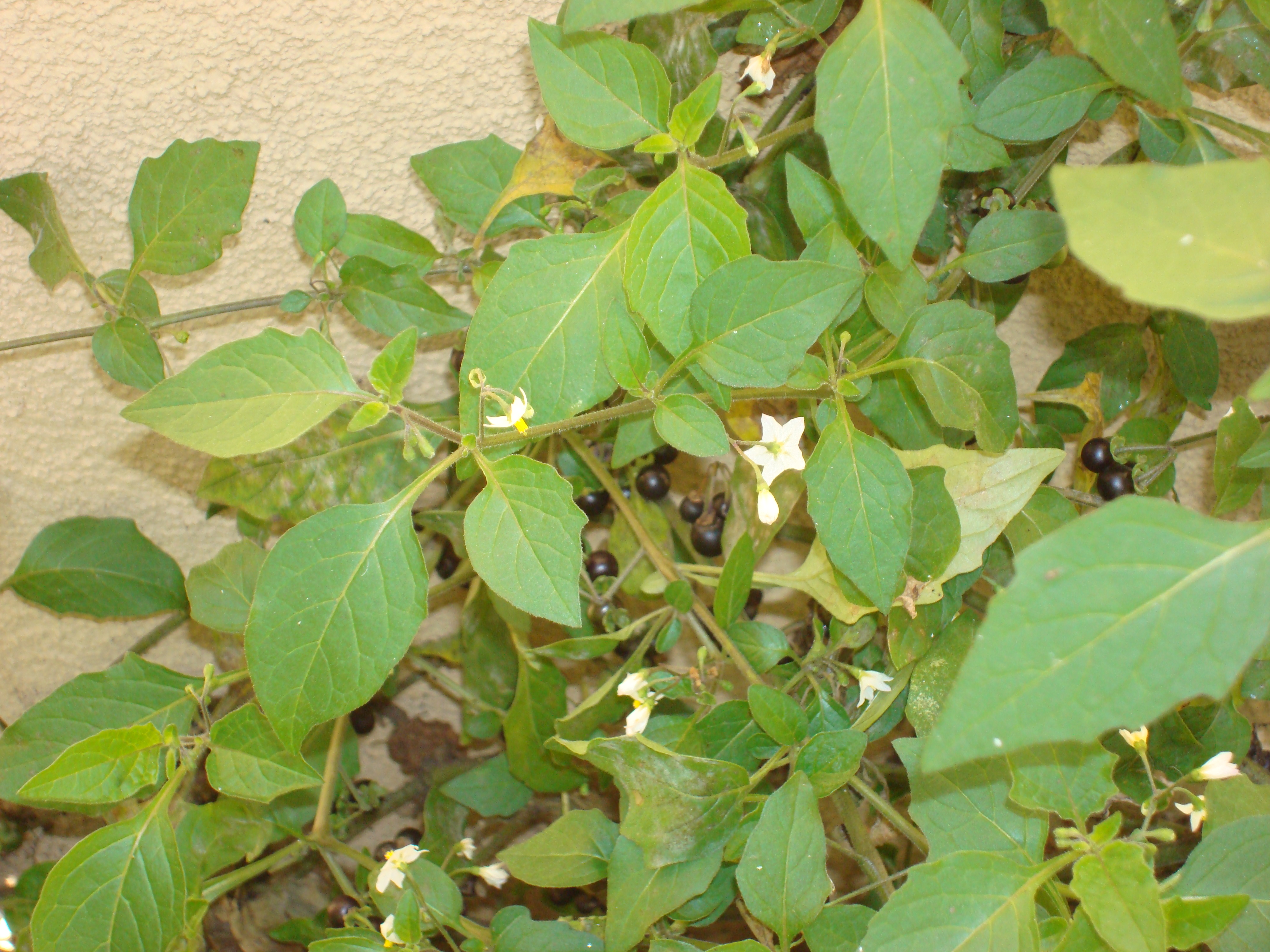
S. furcatum

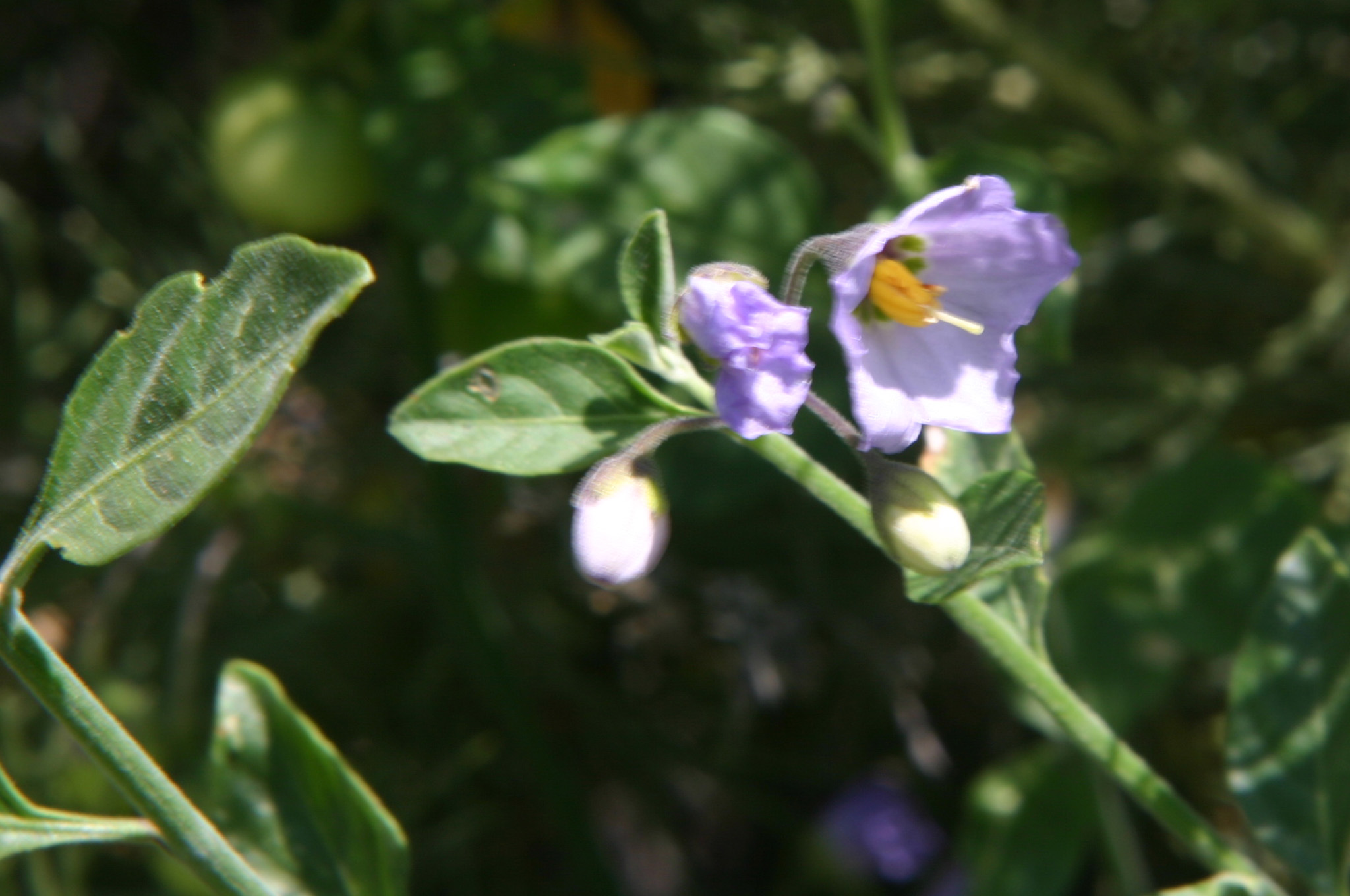
Hoa của loài S. umbelliferum

- Solanum conocarpum Rich. ex Dunal
- Solanum cremastanthemum
- Solanum davisense Whalen
- Solanum densepilosulum
- Solanum donianum Walp.
- Solanum dolichorhachis
- Solanum fallax
- Solanum ferox L. – Cà dử, cà trời
- Solanum fortunense
- Solanum furcatum
- Solanum glabratum Dunal
- Solanum haleakalaense H.St.John
- Solanum hindsianum Benth.
- Solanum hypermegethes
- Solanum hypocalycosarcum
- Solanum interandinum
- Solanum latiflorum
- Solanum leucodendron
- Solanum lumholtzianum Bartlett
- Solanum luteoalbum (gồm cả S. semicoalitum)
- Solanum lycocarpum
- Solanum melissarum Bohs
- Solanum nudum Dunal
- Solanum ovum-fringillae
- Solanum paralum
- Solanum parishii A.Heller
- Solanum physalifolium Rusby
- Solanum pinetorum
- Solanum polygamum Vahl
- Solanum pyrifolium Lam.
- Solanum pubescens Willd.

### Các loài từng được xếp vào chi Cà

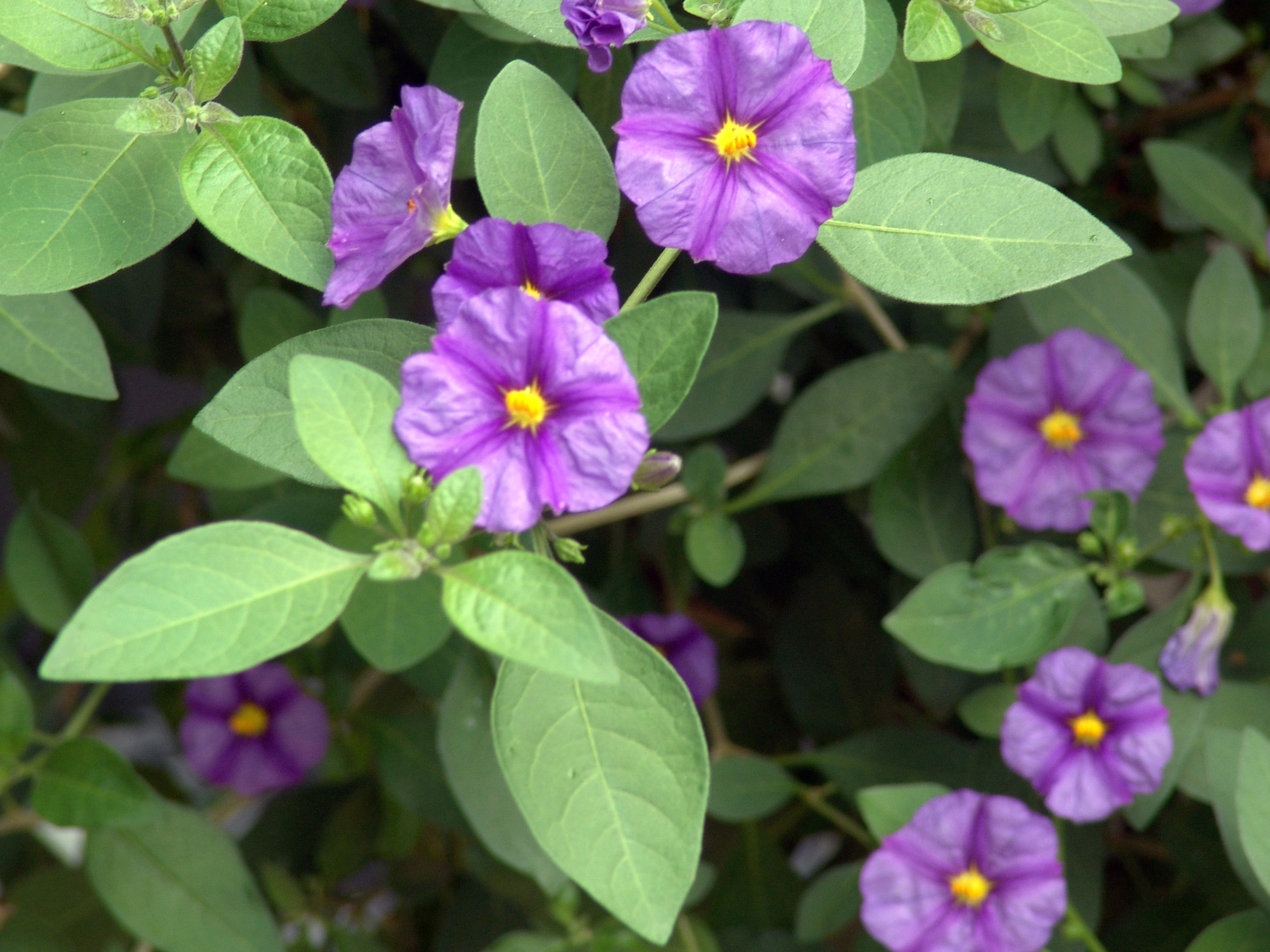
Lycianthes rantonnetii và các loài cùng chi của nó từng được xếp vào chi Cà

Các loài từng được xếp vào chi Cà, nay đã chuyển sang các chi khác:
- Chamaesaracha coronopus (tên cũ S. coronopus)
- Lycianthes biflora (tên cũ S. multifidum Buch.-Ham. ex D.Don)
- Lycianthes denticulata (tên cũ S. gouakai var. angustifolium và var. latifolium)
- Lycianthes lycioides (tên cũ S. lycioides var. angustifolium)
- Lycianthes mociniana (tên cũ S. uniflorum Dunal in Poir. và S. uniflorum Sessé & Moc.)
- Lycianthes rantonnetii (tên cũ S. rantonnetii, S. urbanum var. ovatifolium và var. typicum)
- Một số loài thuộc chi Lycianthes từng được đặt tên là S. chrysophyllum, S. ciliatum Blume ex Miq., S. corniculatum Hiern, S. lanuginosum, S. loxense, S. mucronatum, S. retrofractum var. acuminatum, S. violaceum Blume, S. violifolium f. typicum, S. virgatum notst β albiflorum, S. uniflorum Lag. hoặc S. uniflorum var. berterianum.